# Neerwaasten
Neerwaasten (Frans Bas-Warneton) is een dorp in de Belgische provincie Henegouwen en een deelgemeente van de stad Komen-Waasten. Bij het vastleggen van de taalgrens in 1963 werd Neerwaasten ingedeeld als Franstalig met taalfaciliteiten voor de Nederlandstalige minderheid, als gevolg hiervan werd de toen nog zelfstandige gemeente van de provincie West-Vlaanderen overgeheveld naar Henegouwen. Bas-Warneton ligt aan de rivier de Leie, een kilometer ten noordoosten van Waasten, op de weg naar Komen. In de middeleeuwen was op deze plaats een zogenaamde cella van de Sint-Bertijnsabdij uit Sint-Omaars.

## Demografische ontwikkeling
- Bronnen:NIS, Opm:1831 tot en met 1970=volkstellingen, 1976= inwoneraantal op 31 december
- 1920: Terugval van de bevolking als gevolg van Wereldoorlog I

## Resultaten van detalentellingin Neerwaasten
Gekende talen
|      | Aantal   | Aantal  | Aantal   | Aantal  | Aantal   | Aantal  | Aantal       | Aantal       | Aandeel  | Aandeel | Aandeel  | Aandeel | Aandeel  | Aandeel | Aandeel      |
| Jaar | enkel nl | fr & nl | enkel fr | de & fr | enkel de | de & nl | de & fr & nl | enkel andere | enkel nl | fr & nl | enkel fr | de & fr | enkel de | de & nl | de & fr & nl |
| ---- | -------- | ------- | -------- | ------- | -------- | ------- | ------------ | ------------ | -------- | ------- | -------- | ------- | -------- | ------- | ------------ |
| 1846 | 5        |         | 713      |         | 0        |         |              |              | 0,7%     |         | 99,3%    |         | 0,0%     |         |              |
| 1866 | 533      | 81      | 7        | 0       | 0        | 0       | 0            | 0            | 85,8%    | 13,0%   | 1,1%     | 0,0%    | 0,0%     | 0,0%    | 0,0%         |
| 1880 | 112      | 3       | 629      | 0       | 0        | 0       | 0            | 0            | 15,1%    | 0,4%    | 84,5%    | 0,0%    | 0,0%     | 0,0%    | 0,0%         |
| 1890 | 15       | 138     | 585      | 0       | 0        | 0       | 0            | 0            | 2,0%     | 18,7%   | 79,3%    | 0,0%    | 0,0%     | 0,0%    | 0,0%         |
| 1900 | 21       | 179     | 540      | 0       | 0        | 0       | 0            | 32           | 2,8%     | 24,2%   | 73,0%    | 0,0%    | 0,0%     | 0,0%    | 0,0%         |
| 1910 | 30       | 150     | 533      | 0       | 0        | 0       | 0            | 43           | 4,2%     | 21,0%   | 74,8%    | 0,0%    | 0,0%     | 0,0%    | 0,0%         |
| 1920 | 58       | 0       | 534      | 0       | 0        | 0       | 0            | 20           | 9,8%     | 0,0%    | 90,2%    | 0,0%    | 0,0%     | 0,0%    | 0,0%         |
| 1930 | 58       | 221     | 509      | 0       | 0        | 0       | 1            | 32           | 7,4%     | 28,0%   | 64,5%    | 0,0%    | 0,0%     | 0,0%    | 0,1%         |
| 1947 | 50       | 237     | 464      | 0       | 0        | 0       | 0            | 25           | 6,7%     | 31,6%   | 61,8%    | 0,0%    | 0,0%     | 0,0%    | 0,0%         |

Taal die meestal of uitsluitend gesproken wordt.
|      | Aantal | Aantal | Aantal | Aandeel | Aandeel | Aandeel |
| Jaar | nl     | fr     | de     | nl      | fr      | de      |
| ---- | ------ | ------ | ------ | ------- | ------- | ------- |
| 1910 | 61     | 652    | 0      | 8,6%    | 91,4%   | 0,0%    |
| 1920 | 58     | 534    | 0      | 9,8%    | 90,2%   | 0,0%    |
| 1930 | 145    | 644    | 0      | 18,4%   | 81,6%   | 0,0%    |
| 1947 | 120    | 631    | 0      | 16,0%   | 84,0%   | 0,0%    |

Opmerking:
De cijfers voor de telling van 1866 zoals gepubliceerd lijken niet logisch te zijn in functie van de resultaten van de eerdere en latere tellingen. E. Hennequin, directeur van het Militair Cartografisch Instituut, vermeldt in zijn "Notes et documents à consulter dans l'étude cartographique et statistique des limites des langues nationales en Belgique" (gepubliceerd van november 1894 tot maart 1895) dat de cijfers voor nl en fr verwisseld werden.

## Bezienswaardigheden
- De Sint-Martinuskerk werd in 1924 heropgebouwd, nadat de kerk uit 1119 vernield was in de Eerste Wereldoorlog.
- Op de begraafplaats ligt een perk met 53 graven van Britse gesneuvelden uit de Tweede Wereldoorlog.

## Natuur en landschap
Bas-Warneton ligt aan de Leie, waarvan de oude loop de grens met Frankrijk vormt. De Leie werd echter gekanaliseerd, waardoor afgesneden bochten soms nog stukken van het buurland afsnijden. Zo ook het natuurgebied Vert Digue, dat op de rechteroever van de huidige Leie ligt.

## Nabijgelegen kernen

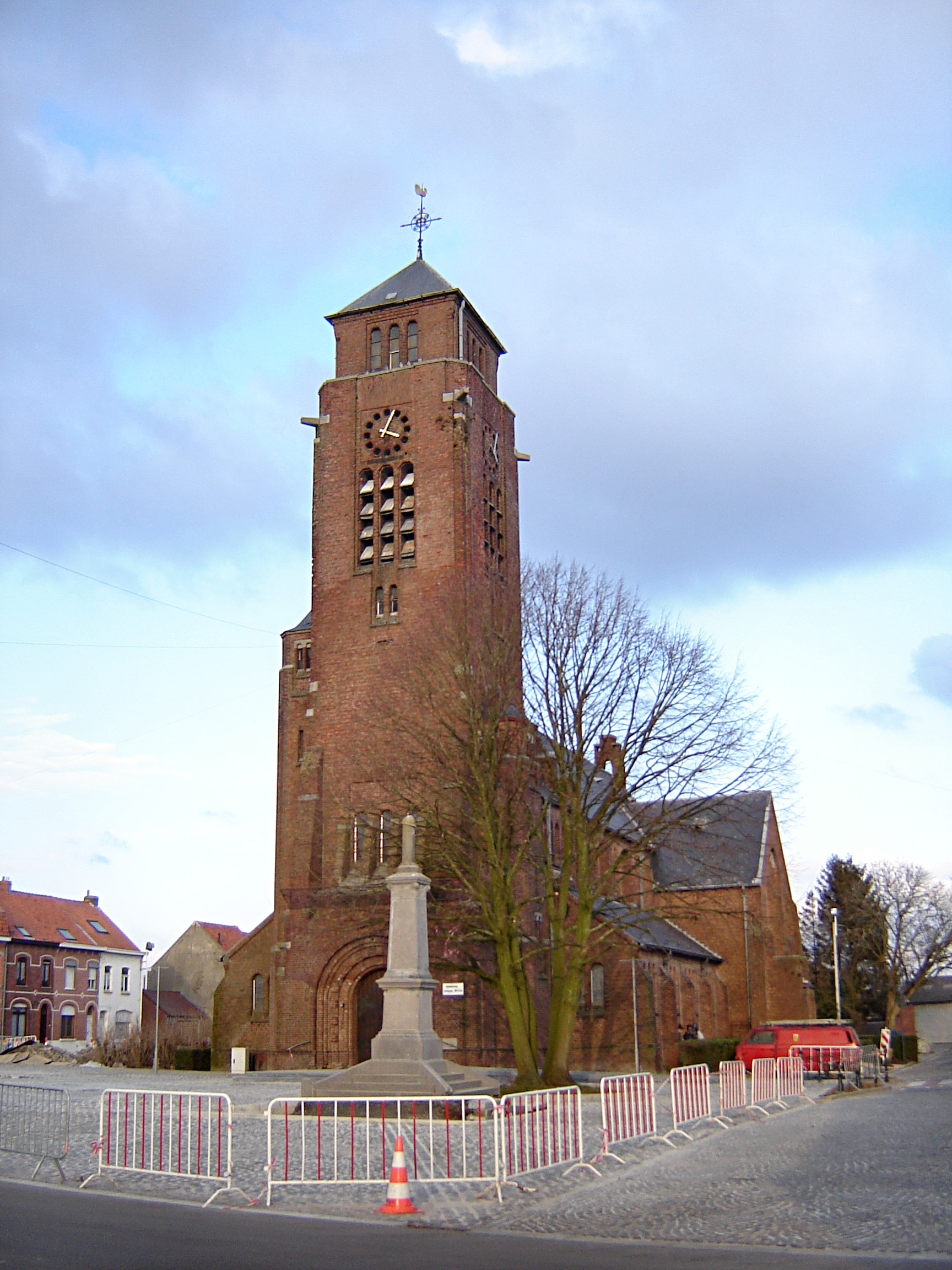
De herbouwde Sint-Martinuskerk

Waasten, Komen